# 1739
1739 (MDCCXXXIX) fue un año común comenzado en jueves según el calendario gregoriano.

## Acontecimientos
- 3 de enero: en la región china de Ningxia se registra un terremoto de 7,6 que deja 50.000 muertos.
- 13 de febrero: Las tropas de Nader Shah derrotan al ejército mogol en la batalla de Karnal.
- 22 de marzo: Nader Shah lleva a cabo una matanza en Delhi en la que sus tropas matan a entre 20 y 30 000 indios, en venganza por la muerte de algunos militares persas.
- Mayo: las tropas de Nader Shah abandonan Delhi en dirección de Irán, llevando consigo inmensas riquezas: el Trono del Pavo Real, los diamantes Kuh-e Nur y Darya-ye Nur, más miles de elefantes y otras monturas cargadas de botín.
- 20 de agosto: Se restablece definitivamente el Virreinato de Nueva Granada y se anexan los territorios que corresponden a la actual Panamá y el Noreste del Chocó..
- 12 de octubre: El Capitán Teniente Don Sebastián de Morfi funda a Utuado en Puerto Rico.
- 19 de octubre: Guerra del Asiento entre Gran Bretaña y España.

## Nacimientos
- 16 de marzo: Gregorio José de Omaña y Sotomayor, obispo católico mexicano (f. 1799)
- 23 de abril: William Bartram, botánico y naturalista estadounidense (f. 1823)
- 26 de julio: George Clinton, político y militar estadounidense que fue Vicepresidente de Estados Unidos (f. 1812)
- 21 de agosto: Mariano Salvador de Maella, pintor español (f. 1819)
- 15 de septiembre: Juan de Villanueva, arquitecto español (f. 1811)
- 19 de noviembre: José de Urrutia y de las Casas, militar español (f. 1803)
- 14 de diciembre: Pierre Samuel du Pont de Nemours, empresario y economista francés (f. 1817)
- 22 de diciembre: Manuel de Lardizábal y Urive, jurista español de origen mexicano (f. 1820)